# Meliobba shafferyi
Meliobba shafferyi је пуж из реда Stylommatophora и фамилије Camaenidae. 

## Угроженост
Ова врста је на нижем степену опасности од изумирања, и сматра се скоро угроженим таксоном.

## Распрострањење
Аустралија је једино познато природно станиште врсте.

## Станиште
Врста Meliobba shafferyi има станиште на копну.